# Gudrun Beckmann
Gudrun Beckmann   (Düsseldorf, 17 d'agost de 1955) és una nedadora alemanya, ja retirada, que va competir sota bandera de la República Federal Alemanya durant la dècada de 1970.
El 1972 va prendre part en els Jocs Olímpics d'Estiu de Múnic on va disputar tres proves del programa de natació. Fent equip amb Vreni Eberle, Silke Pielen i Heidemarie Reineck guanyà la medalla de bronze en els 4x100 metres estils; fent equip amb Heidemarie Reineck, Angela Steinbach i Jutta Weber també guanyà la medalla de bronze en els 4x100 metres lliures, mentre en els 100 metres papallona fou setena. Quatre anys més tard, als Jocs de Mont-real, tornà a disputar tres proves del programa de natació, però en cap d'elles va arribar a la final.
En el seu palmarès també destaquen dues medalles de bronze al Campionat del Món de natació de 1973 en els 4x100 metres estils i 4x100 metres lliures. Va prendre part al Campionat d'Europa de natació de 1974 i 1977, on va disputar les sèries de dues proves en què el seu equip acabaria guanyat una medalla de plata i bronze respectivament. També guanyà una medalla de plata a les Universíades de 1977. A nivell nacional va guanyar el campionat de la RFA dels 100 metres papallona de 1973 a 1975 i 1977.